# Dinard
Dinard är en kommun i departementet Ille-et-Vilaine i regionen Bretagne i nordvästra Frankrike. Kommunen ligger i kantonen Dinard som tillhör arrondissementet Saint-Malo. År 2022 hade Dinard 10 407 invånare.

## Befolkningsutveckling
Antalet invånare i kommunen Dinard
Referens:INSEE